# يون سانغ هيون
يون سانغ هيون هو ممثل ومغني كوري جنوبي ولد في 21 سبتمبر 1973.قام بدور البطولة في مسلسل سيدتي الجميلة.

## روابط خارجية
- يون سانغ هيون على موقع IMDb (الإنجليزية)
- يون سانغ هيون على موقع ميوزك برينز (الإنجليزية)
- يون سانغ هيون على موقع ديسكوغز (الإنجليزية)
- يون سانغ هيون على موقع قاعدة بيانات الفيلم (الإنجليزية)
- يون سانغ هيون على موقع كينوبويسك (الروسية)